# Spilosoma wiltshirei
Spilosoma wiltshirei är en fjärilsart som beskrevs av De Toulgoët 1962. Spilosoma wiltshirei ingår i släktet Spilosoma och familjen björnspinnare. Inga underarter finns listade i Catalogue of Life.